# Evechinus chloroticus
Evechinus chloroticus Valenciennes, 1846, unica specie del genere Evechinus, è un riccio di mare appartenente alla famiglia Echinometridae. In Nuova Zelanda è considerato un ottimo cibo e viene spesso mangiato.

## Distribuzione e habitat
Proviene dalla Nuova Zelanda, dalle Isole Snares e dall'Isola Chatham. Vive in acque non particolarmente profonde, solitamente sulle scogliere; è una specie abbastanza comune nel suo areale.

## Descrizione
È una specie non particolarmente grande, circa 10 cm di diametro al massimo, ma che può vivere anche 20 anni, con una colorazione prevalentemente verdastra. Le sue spine non sono molto lunghe in proporzione al corpo.

## Biologia

### Alimentazione
Si nutre prevalentemente di alghe come Ecklonia radiata.

### Riproduzione
Si riproduce da settembre a marzo e le larve sono planctoniche.